# Carl von Grooth
Carl von Grooth, född den 11 januari 1684 i Stockholm, död där den 3 januari 1758, var en svensk friherre och ämbetsman, son till Anton Grooth, adlad von Grooth, och Sara Pohl. 

## Biografi
Redan vid 16 års ålder inträdde von Grooth på ämbetsmannabanan. Han blev år 1700 extra ordinarie kanslist i kommerskollegium och två år senare kanslist i kammarkollegium. År 1710 blev han aktuarie och registrator i defensionskommissionen och år 1714 protonotarie i kanslikollegium. År 1719 utnämndes han till protokollssekreterare och 1724 till sekreterare i kammarkollegium. År 1727 blev han extra ordinarie kammarråd. År 1731 ledamot i amiralitets- och försvarskommissionen och 1733 ordinarie kammarråd. År 1743 utnämndes von Grooth till landshövding i Uppsala län, vilket ämbete han innehade i 14 år. År 1751 upphöjdes han till friherrligt stånd och 1757, samtidigt som han frånträdde landshövdingesysslan, blev han president i kommerskollegium. Han avled följande år i Stockholm och begravdes i Riddarholmskyrkan. Han var den siste av sin friherrliga ätt.

### Familj
von Grooth gifte sig 23 juni 1722 i Stockholm med friherrinnan Eva Helena Ehrenkrona (1705–1775), dotter till presidenten Erik Gammal Ehrenkrona och Helena Ehrenbielke. De fick tillsammans barnen hovjunkaren Erik Anton von Grooth (1724–1753), Ulrika Helena von Grooth (1726–1726), Eva Christina von Grooth (1729–1730), Carl Gustaf von Grooth (1730–1730), hovfröken Eleonora Charlotta von Grooth (1734–1794) som var gift med översten Abraham Henrik Ulfvenklou, Christina Maria von Grooth (1735–1745) och Fredrika von Grooth (1738–1739).